# Mildred Mangxola
Nontsomi Mildred Mangxola (sinh ngày 9 tháng 1 năm 1944) là một ca sĩ người Nam Phi, và là một ca sĩ trong nhóm nhạc nổi tiếng Mahotella Queens. Mangxola được sinh ra ở Benoni, Johannesburg, Nam Phi, và yêu ca hát từ khi còn trẻ. Cô cũng là một phần của nhóm nhạc nữ địa phương có tên là The Daveyton Queens.

## Cuộc đời
Rupert Bopape, một tài năng đối với Công ty thu âm Gallo, tuyển Mangxola vào một nhóm nữ mới có tên là Mahotella Queens cùng với các thành viên trong nhómː Hilda Tloubatla, Nobesuthu Mbadu, Juliet Mazamisa và Ethel Mngomezulu sau khi thấy cô biểu diễn cùng Daveyton. Năm thành viên trong Mahotella Queens đã được ghép nối với một nhóm nhạc cụ mbaqanga, ban nhạc Makgona Tsohle và giọng hát của Simon Mahlathini Nkabinde, và toàn bộ ban nhạc đã nhận được sự nổi tiếng ngay lập tức.

## Danh tiếng trên thế giới
Năm 1983, năm thành viên ban đầu của nhóm (Tloubatla, Mbadu, Mangxola, Mazamisa và Mngomezulu) được đoàn tụ với Mahlathini và ban nhạc Makgona Tsohle. Sự trở lại của họ đã thúc đẩy việc phát hành album Amaqhawe Omgqashiyo, là một hit ở Nam Phi. Do sự thành công của album này và chuyến lưu diễn Graceland 1986 của Paul Simon (trong đó ông cộng tác với Ladysmith Black Mambazo, Stimela và những người khác), âm nhạc Nam Phi đã có nhu cầu cao hơn. Ba thành viên gốc, Tloubatla, Mbadu và Mangxola, đã được đoàn tụ một lần nữa với những người bạn cùng nhóm. Sự nổi tiếng quốc tế của họ trở nên rất phổ biến hơn.
Ngay cả sau cái chết của Mahlathini và một số thành viên của ban nhạc Makgona Tsohle, ba thành viên của nhóm (tất cả đều là bà ngoại và trên sáu mươi tuổi) vẫn là người đi đầu trong xu hướng ngày hôm nay và Mangxola vẫn tiếp tục là một phần của Mahotella Queens ngày nay.